# Фарсис
Фарси́с, или Тарши́ш (финик. 𐤕𐤓𐤔𐤔, ивр. תַּרְשִׁישׁ‎, др.-греч. Θαρσεις, лат. Tharsis) —  согласно Библии, сын Иавана и географический объект, неоднократно упоминаемый в Ветхом Завете; в наиболее распространённом значении: место, откуда экспортировалось серебро.

## Фарсис как сын Иавана
Фарсис — сын Иавана и внук Иафета (Быт. 10:4).

## Свидетельства Ветхого Завета
Во времена царя Соломона (X век до н. э.) с Фарсисом велась торговля: согласно Ветхому Завету, «в три года раз приходил фарсисский корабль». Торговлю осуществляли финикийцы (Иез. 27:2,12). Помимо серебра оттуда привозили золото, обезьян и павлинов (3Цар. 10:22), а также олово и свинец (Иез. 27:12).
Именно в Фарсис, ослушавшись повеления Божия, отправился из средиземноморского порта Иоппия пророк Иона (Иона. 1:3), но во время шторма попал в чрево кита (Иона. 2:1).

## Гипотезы о местоположении
В исторической науке нет единой точки зрения на значение этого термина. Некоторые комментаторы (начиная с Иосифа Флавия) полагали, что за названием «Фарсис» скрывается киликийский Тарс.
По другой, более распространённой версии, речь идёт о городе Тартесс на атлантическом побережье Испании. Именно из Тартесса доставлялось на восток значительное количество металлов. Начиная с первого этапа финикийской колонизации южной Испании основным пунктом связи Востока с дальним Западом был Тир. Торговля Тира с Тартессом-Таршишем в это время приобретает важнейшее значение. Ещё в середине X века до н. э. корабль из Таршиша привозил ко двору царя Соломона (а следовательно, и в Тир) тугоплавкие и драгоценные металлы, а также предметы забавы и роскоши. Об этом свидетельствует финикийский текст, вставленный в пророчество Иезекииля (Иез. 27:12—14).
Этот текст ясно и недвусмысленно сообщает, что Таршиш за тирские товары рассчитывался свинцом, оловом, серебром. В нём нет никаких упоминаний о золоте, обезьянах, слоновой кости и павлинах, которые навели ряд современных исследователей на мысль об Индии. «Таршишский корабль», доставлявший царю Соломону все эти южные редкости, ходил в плавание вместе с кораблём, который отправлял царь Тира и Библа Хирам I Великий (3Цар. 10:22) на основании соглашения между царями о совместной торговле. Межличностные связи между владыками Тира и Иерусалима были довольно тесными с самого начала царствования Соломона. Историки относят плавания «таршишского корабля» ко времени совместного правления Хирама I Великого и Соломона (между 965 и 945 годами до н. э.).
Историки считают, что в Ветхом Завете присутствует косвенное указание на конфронтацию Тартесса и Карфагена, запечатлённую финикийским источником, дошедшим до наших дней в виде пророчества Исайи (Ис. 23:10): «Ходи по земле своей, дочь Таршиша, нет более препоны». Слово «препона», а точнее, «пояс» (mezah), означает пояс карфагенских (финикийских) колоний, опоясывающих вокруг земли Таршиша-Тартесса.
Но 2-я книга Паралипоменон (2Пар. 20:36, 37) свидетельствует, что Иосафат начал строить корабли для отправки в Фарсис в Ецион-Гавере (на Красном, а не Средиземном море), что подразумевает восточное направление маршрута. Британский политик и путешественник, член Королевского общества Джеймс Эмерсон Теннент отождествлял Таршиш с городом Галле на Шри-Ланке (тогда Цейлоне). Он указывал, что все экспортируемые из Таршиша животные и в то время, и сейчас характерны для Индийского субконтинента, где также была развита металлургия. В то же время в Европе обезьяны и павлины не водились. Однако они водились в Африке, более близкой к основным торговым путям финикийцев. Версия о цейлонском местонахождении Таршиша (а также о якобы имевшем место регулярном плавании индийцев в X веке до н. э. в земли Палестины) большинством историков считается фантастичной. Ещё более неправдоподобно предположение о том, что индийцы торговали свинцом, а не более выгодными пряностями. Северо-Западная Индия в X веке до н. э. только начала вступать в железный век. В этот период составляются «Атхарва-веды» — первый древнеиндийский текст, в котором упоминается железо.
Цейлонская версия локализации Таршиша (Фарсиса) напрямую связана с легендарным островом Тапробана, так и не найденным океанологами и атлантологами. На роль Тапробаны в центральной части Индийского океана исследователями выдвигались и Цейлон, и Суматра, и Мадагаскар, но общепризнанного отождествления острова с каким-либо географическим объектом нет.

## Другие значения
Слово «таршиш» употребляется и в других значениях:
- Драгоценный камень[ивр.] в наперснике.
- Ангельский чин таршишим (во множественном числе).

## Отражение в культуре
- В честь Фарсиса названа провинция Фарсида (лат. Tharsis) — регион Марса, представляющий собой огромное вулканическое нагорье в районе экватора[22].
- Название «Таршиш[ивр.]» носит ракетный катер типа «Саар-4,5» ВМС Израиля, принятый в состав флота в 1995 году.